# مزرعه بادی جرندق
نیروگاه بادی جرندق نام نیروگاهی در دست ساخت در نزدیکی روستای جرندق از توابع شهرستان تاکستان در استان قزوین می‌باشد که با تبدیل انرژی جنبشی باد به الکتریکی، برق تولید خواهد کرد.

## اهداف ایجاد نیروگاه
از جمله اهداف برای ایجاد نیروگاه بادی جرندق عبارتند از:
- ایجاد امکان جدید در ایران به منظور دریافت و منتقل کردن علم فنی طراحی و ساخت توربین‌های اندازه بزرگ (بزرگتر از ۵/۱ مگاوات) (به دلیل اقتصادی بودن این نوع در مقایسه با اندازه کمتر)
- تأمین تولید انرژی الکتریکی با استفاده از انرژی تجدیدپذیر به منظور تأمین بخشی از میزان ۱٪ کل تولید برق کشور [۱][۲]

## شرح برنامه ساخت
این برنامه از تعیین مشاور، انجام مطالعه‌های تکمیلی و مورد نیاز توسط آن نظیر تکنولوژی توربین، انتخاب روش اجرا و تهیه اسناد مناقصه و... تشکیل شده‌است و سپس تعیین پیمانکار واجد شرایط و نظارت بر اجرای طرح می‌باشد. تا آخر سال ۱۳۸۴ مطالعات امکان سنجی مربوط به این طرح و تهیه گزارش توجیه فنی و اقتصادی آن جهت ارائه به سازمان مدیریت و برنامه ریزی به پایان رسید و در صورت تصویب گزارش‌ها و تأمین اعتبار مورد نیاز، عملیات اجرائی طرح شروع خواهد شد.